# Sant Mori
Sant Mori (spanisch San Mori) ist eine katalanische Gemeinde (municipio) mit 163 Einwohnern (Stand: 2024) in der Provinz Girona im Nordosten Spaniens. Sie liegt in der Comarca Alt Empordà. 

## Lage
Sant Mori liegt etwa 21 Kilometer nordnordöstlich von Girona auf einer Höhe von ca. 50 m. Der Río Fluvià begrenzt die Gemeinde im Norden. 

## Bevölkerungsentwicklung
| Jahr      | 1960 | 1970 | 1981 | 1991 | 2001 | 2011 | 2021 |
| Einwohner | 214  | 147  | 151  | 146  | 141  | 200  | 167  |

## Sehenswürdigkeiten
- Burganlage von Sant Mori
- Mauritiuskirche

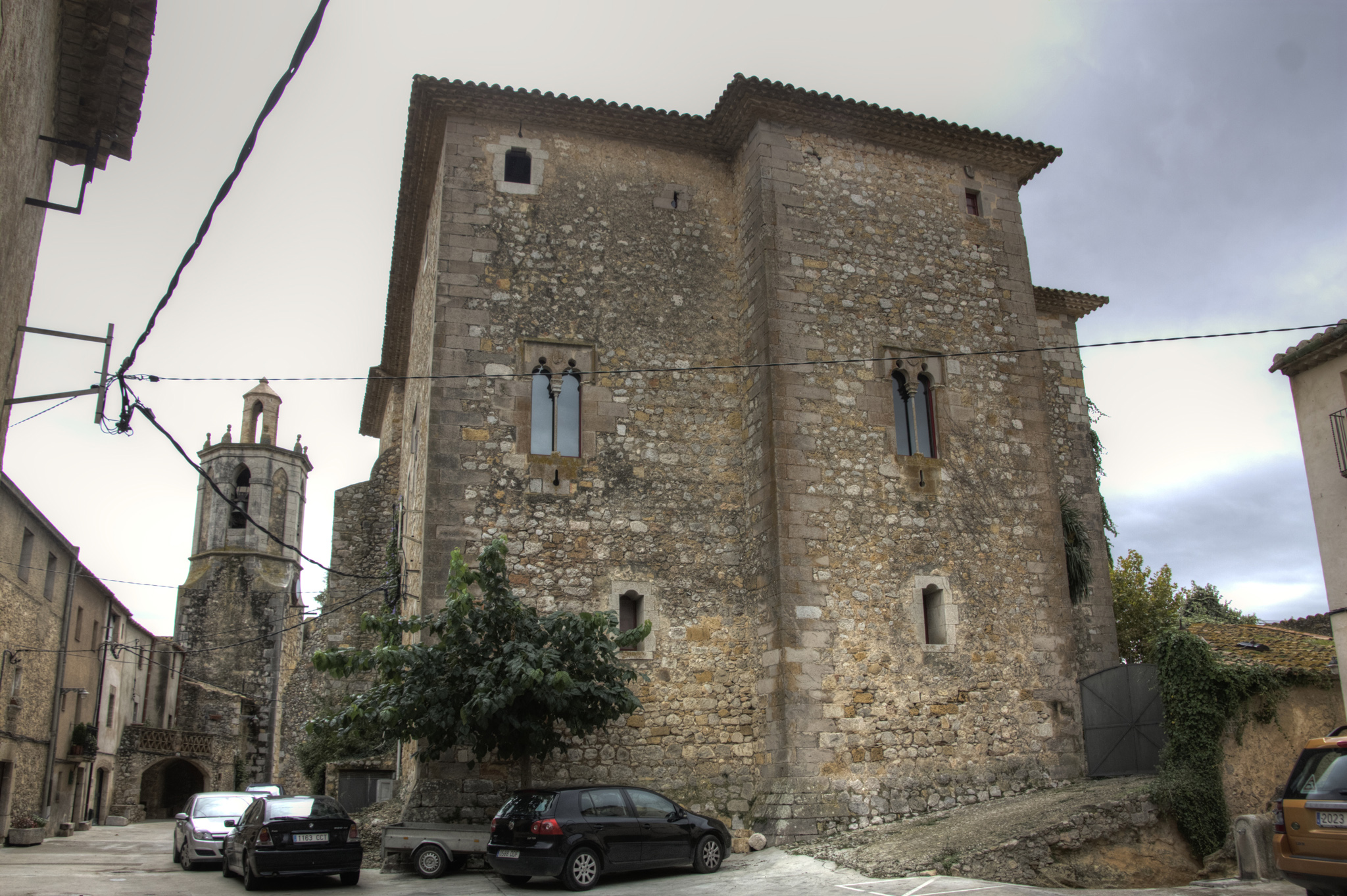
Burganlage
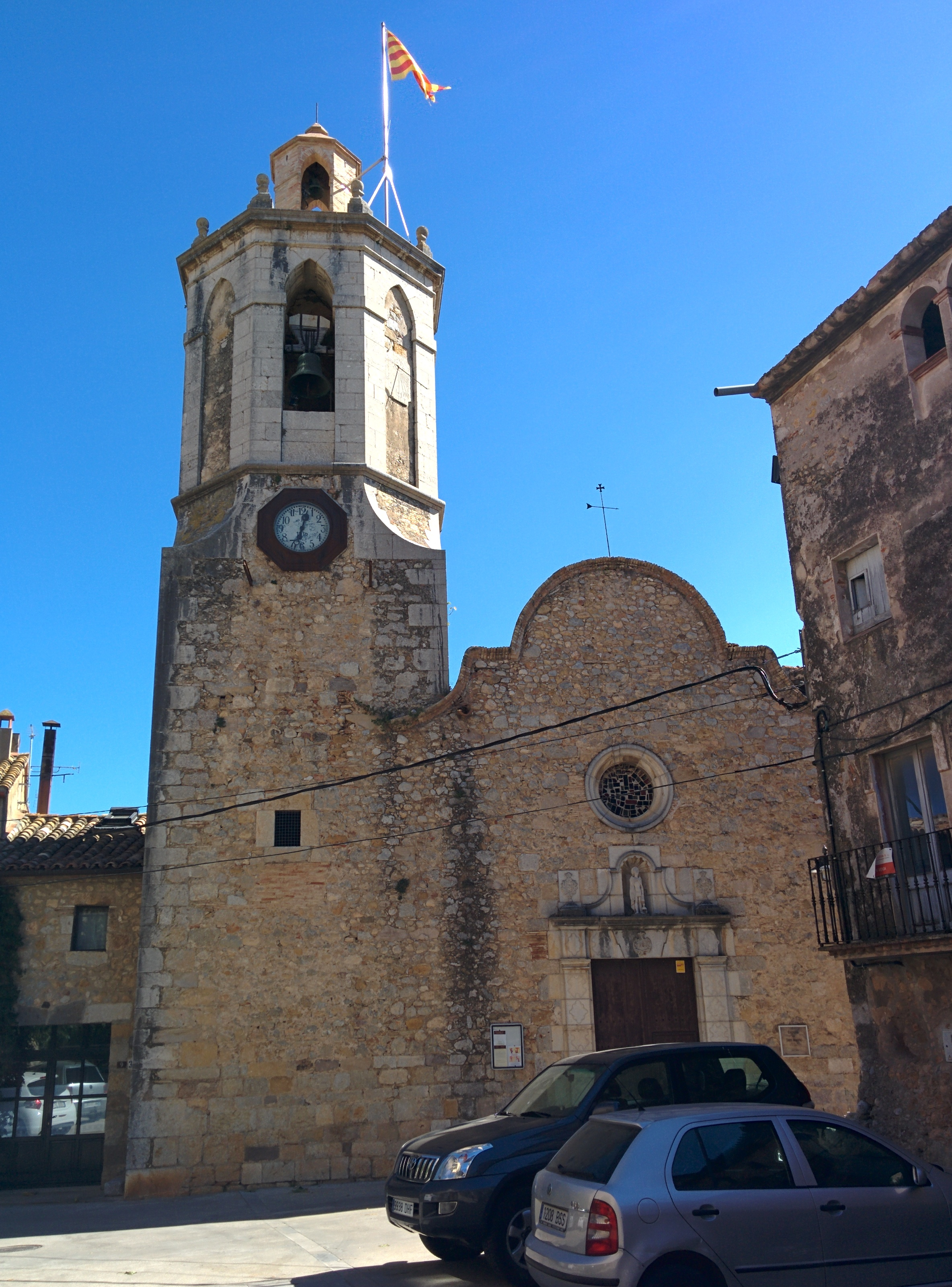
Mauritiuskirche